# Anapis nevada
Anapis nevada är en spindelart som beskrevs av Müller 1987. Anapis nevada ingår i släktet Anapis och familjen Anapidae.
Artens utbredningsområde är Colombia. Inga underarter finns listade i Catalogue of Life.